# Sundiata Acoli
Sundiata Acoli (né Clark Edward Squire le 14 janvier 1937 à Decatur, Texas) est un mathématicien et informaticien américain qui rejoignit la section des Black Panthers de Harlem en novembre 1968. Arrêté en avril 1969, il fut l'un des Panther 21, incarcéré à New York et exclu du Black Panther Party. Acquitté en 1971 avec les autres Panthères, il entra alors dans la clandestinité et rejoignit la Black Liberation Army. Il fut condamné à perpétuité avec Assata Shakur pour le meurtre d'un policier en mai 1973, et demeure aujourd'hui derrière les barreaux.

## MilitantBlack power
Sa mère travaillait comme domestique chez des Blancs.
Diplômé de mathématiques de l'université A&M de Prairie View, un college noir, en 1956, il travailla ensuite comme informaticien. S'impliquant dans le mouvement social et l'organisation de quartier, il rejoignit le Black Panther Party à Harlem en 1968. En 1964, il avait participé à la campagne pour l'inscription des Noirs sur les listes électorales du Mississippi. 
Arrêté en 1969, il était l'un des Panther 21 qui soutinrent publiquement le Weather Underground et furent exclus du Black Panther Party par son leader Huey Newton. Il fut gardé en détention préventive pendant deux ans avant d'être acquitté. 
Surveillé de près par le FBI qui soumettait ses employeurs éventuels à des pressions, dans le cadre du programme COINTELPRO, il entra alors dans la clandestinité et rejoignit la Black Liberation Army.
En mai 1973, il fut interpellé en compagnie d'Assata Shakur, l'une des dirigeantes de la Black Liberation Army, et de Zayd Shakur (en). Un policier fut tué lors de la fusillade s'ensuivant, ainsi que Zayd Shakur. Assata Shakur et Sundiata Acoli furent arrêtés peu de temps après et condamnés en 1974 à la perpétuité « plus 30 ans » pour ces homicides, dans un procès contesté.

## Prison
Incarcéré à la Trenton State Prison (en), il fut placé dans le quartier de haute sécurité nouvellement créé, la Management Control Unit (en), dans laquelle il resta cinq ans. 
Il fut interviewé en septembre 1979 par l'International Jurist (en) qui le déclara « prisonnier politique ». Peu de temps après, il fut transféré à la prison fédérale et de haute sécurité de Marion (Illinois), bien que l’État fédéral n'avait rien retenu contre lui, Acoli ayant été condamné par un tribunal du New Jersey, État où se déroula la fusillade. En juillet 1987, il fut transféré à la prison de Leavenworth (Kansas).
Éligible pour la libération conditionnelle en 1992, celle-ci fut refusée et une période minimale de prison d'encore 12 ans prononcée, et ce malgré son comportement positif en prison. On lui refusa à nouveau la libération conditionnelle en février 2010, Acoli était alors âgé de 73 ans.

## Source principale
- Sundiataacoli.org